# Peluda de musell punxegut
La peluda de musell punxegut (Arnoglossus oxyrhynchus) és un peix teleosti de la família dels bòtids i de l'ordre dels pleuronectiformes.

## Morfologia
Pot arribar als 22 cm de llargària total.

## Distribució geogràfica
Es troba a les costes del Japó.